# Coelosphaera calcifera
Coelosphaera calcifera är en svampdjursart som först beskrevs av Burton 1934.  Coelosphaera calcifera ingår i släktet Coelosphaera och familjen Coelosphaeridae. Inga underarter finns listade i Catalogue of Life.